# Polonia Cernăuți
PKF Polonia Cernăuți (în poloneză Polonia Czerniowce) a fost un club de fotbal din Cernăuți (pe atunci în România, azi în Ucraina). Clubul a devenit campion al Bucovinei în 1921, 1923 și 1928. El a activat trei sezoane în Divizia A (prima ligă de fotbal a României). A ajuns în sferturile campionatului național de 3 ori. A fost desființat înaintea celui de-al doilea război mondial. Culorile clubului erau alb-verde, iar stadionul pe care jucau se numea Boisko Polskie (inaugurat in 1919).

## Cronologia numelui
| Nume                                                | Perioada  |
| --------------------------------------------------- | --------- |
| Sarmația Cernăuți (în poloneză Sarmatia Czerniowce) | 1907–1909 |
| Sarmația Cernăuți fuziune cu BASK Cernăuți          | 1910–1912 |
| Socola Cernăuți (în poloneză Sokoly Czerniowce)     | 1912–1914 |
| Victoria Cernăuți (în germană Victoria Czernowitz)  | 1914–1919 |
| Polonia Cernăuți (în poloneză Polska Czerniowce)    | 1919–1935 |
| Wawel Cernăuți (în poloneză Wawel Czerniowce)       | 1935–1940 |

## Istoric
Clubul de fotbal Polonia Cernăuți a fost fondat în anul 1907 sub denumirea de Sarmația Cernăuți (în poloneză Sarmatia Czerniowce), pentru a grupa sub culorile sale pe jucătorii polonezi amatori de fotbal din capitala Bucovinei. Această asociație a fost dizolvată în 1909 și reînființată în 1910, în același an alăturându-se la BASK Cernăuți. În anul 1912 din BASK Cernăuți s-a desprins clubul sportiv Sokoly Cernăuți. 
În 1914, clubul sportiv polonez a fost redenumit Victoria Cernăuți, iar în primăvara anului 1919 Polonia Cernăuți. Începând din acel an, clubul a participat la Campionatul Regional al Bucovinei și devenit campioană, dar turneul final nu s-a ținut. În sezonul 1921-1922, echipa a redevenit campioană regională și astfel a luat parte la turneul final al Campionatului României, dar a pierdut în primul tur. În toamna lui 1922, a ținut la respect naționala României obținând un egal 1-1 în fața a 12.000 de spectatori. În sezonul următor, echipa a redevenit campioană regională a Bucovinei și a participat din nou la turneul final, pierzând iarăși în primul tur. După câteva clasări la mijlocul clasamentului regional, echipa a devenit campioană regională în sezonul _Iași_|_Chișinău|1927-1928, dar a fost învinsă în sferurile de finală ale turneului final al Campionatului României. 
Totuși, l-au avut pentru scurt timp în mijlocul lor pe cel mai faimos fiu fotbalist al orașului Cernăuți, Alfred Eisenbeisser, transferat de la Jahn, cu puțin timp înainte de a reprezenta România la fotbal la Cupa Mondială din 1930. Apărând împotriva Peru și Uruguay, Eisenbeisser a contractat pneumonie în călătoria de întoarcere și a fost forțat să rămână în urmă când nava a acostat la Genova. Zvonurile despre moartea lui s-au răspândit prin Bucovina; când a ajuns în sfârșit acasă, și-a găsit mama ocupată cu pregătirile pentru înmormântare. Eisenbeisser și-a revenit suficient pentru a ocupa locul al treisprezecelea în campionatele de patinaj artistic de la Jocurile Olimpice de iarnă din 1936, a mai avut alte șapte selecții la echipa națională.
În anii următori, rezultatele obținute au fost slabe, iar clubul a retrogradat în anul 1933 în liga a II-a a județului Cernăuți. După un sezon, clubul se claseză pe primul loc în liga a II-a și revine înapoi în prima ligă. În octombrie 1935, clubul și-a schimbat denumirea în cea de Wawel Cernăuți (în poloneză Wawel Czerniowce). În 1938, echipa a retrogradat în liga a II-a a județului Cernăuți. În 1940, odată cu invazia trupelor sovietice în Bucovina, clubul a fost desființat.

## Stadion
Până în primăvara anului 1919, Polonia Cernăuți nu a avut un stadion propriu. În sezonul 1913-1914, echipa a jucat meciurile pe pajiștea din cartierele Horecea și Roșa. În primăvara anului 1919, s-a inaugurat stadionul Boisko Polskie. Dimensiunile terenului erau de 66x130 m. La 30 iulie 1921 s-a înregistrat un record de 5.000 spectatori la meciul amical dintre selecționata orașului Cernăuți și echipa Hakoah Viena, câștigat cu scorul de 12-1 (4-1) de echipa austriacă.
În aprilie 1928, stadionul a fost închis pentru renovare, fiind redeschis la 9 iunie 1929. Ultimul joc de pe Polskie Boisko a avut loc în noiembrie 1934. De la începutul anului 1935 și până în anul 1940, clubul Polonia Cernăuți nu a mai avut propriul stadion și a jucat meciurile de acasă pe terenurile cluburilor Jahn, Maccabi și Dragoș-Vodă.

## Rezultate obținute
Echipa a jucat în Campionatul Regional al Bucovinei, locul 1 obținut în această competiție conferindu-i dreptul de a participa la turneul final al Campionatului României. 
| Sezon   | Clasare |
| ------- | --- |
|         | |
| 1919    | Campioană neoficială a Bucovinei                                                                                          |
| 1920    | Participarea în primul Campionat Regional al Bucovinei                                                                    |
| 1921    | Locul 1 în Campionatul Bucovinei și participare la turneul final al Campionatului României (sezonul 1921-1922)            |
| 1922    | Locul 1 în Campionatul Bucovinei și calificare în nou-înființata ligă I a Campionatului Bucovinei                         |
| 1922/23 | Locul 1 în liga I a Campionatului Bucovinei și participare la turneul final al Campionatului României (sezonul 1922-1923) |
| 1923/24 | Locul 7 în liga I a Campionatului Bucovinei                                                                               |
| 1924/25 | Locul 4 în liga I a Campionatului Bucovinei                                                                               |
| 1925/26 | Locul 4 în liga I a Campionatului Bucovinei                                                                               |
| 1926/27 | Locul 3 în liga I a Campionatului Bucovinei                                                                               |
| 1927/28 | Locul 1 în liga I a Campionatului Bucovinei și participare la turneul final al Campionatului României (sezonul 1927-1928) |
| 1928/29 | Locul 6 în liga I a Campionatului Bucovinei                                                                               |
| 1929/30 | Locul 7 în liga I a Campionatului Bucovinei                                                                               |
| 1930/31 | Locul 7 în liga I a Campionatului Bucovinei                                                                               |
| 1931/32 | Locul 4 în liga I a Campionatului Bucovinei                                                                               |
| 1932/33 | Locul 6 în liga I a Campionatului județean Cernăuți și retrogradare în liga a II-a                                        |
| 1933/34 | Locul 1 în liga a II-a a Campionatului județean Cernăuți și promovare în liga I                                           |
| 1934/35 | Locul 6 în liga I a Campionatului județean Cernăuți                                                                       |
| 1935/36 | Locul 5 în liga I a Campionatului județean Cernăuți                                                                       |
| 1936/37 | Poziție necunoscută în liga I a Campionatului județean Cernăuți                                                           |
| 1937/38 | Poziție necunoscută în liga I a Campionatului județean Cernăuți și retrogradare în liga a II-a                            |
| 1938/39 | Poziție necunoscută în liga a II-a a Campionatului județean Cernăuți                                                      |
| 1939/40 | Poziție necunoscută în liga a II-a a Campionatului județean Cernăuți                                                      |

### Participări în Divizia A
- În sezonul 1921-1922, s-a calificat la turneul final în calitate de campioană a Bucovinei. A fost învinsă în sferturile de finală ale competiției de către echipa Tricolorul București, cu scorul de 1-0.
- În sezonul 1922-1923, s-a calificat la turneul final în calitate de campioană a Bucovinei. A fost învinsă în sferturile de finală ale competiției de către echipa CS Târgu Mureș, cu scorul de 1-0.
- În sezonul 1927-1928, s-a calificat la turneul final în calitate de campioană a Bucovinei. A fost învinsă, la 1 iulie 1928, în sferturile de finală ale competiției de către echipa Mihai Viteazul Chișinău, cu scorul de 5–2.

### Performanțe
- Campioană a Bucovinei: 1921, 1923 și 1928
- trei participări la turneul final al Campionatului României: 1921-1922, 1922-1923 și 1927-1928

## Fotbaliști celebri
- ROU Stanislas Micinski
- ROU Iosif Klein